# Kovács János (református lelkész)
Kovács János (Nagykapos, 1788. december 16. (keresztelés) – Eszeny, 1855. július 3.) református lelkész.

## Élete
Kovács Mihály és Helmetzi Sára fia. Közrendű szülők gyermeke. Középiskoláit 1800-ban Sárospatakon kezdte, ahol a hittanszakot 1813-ban végezte; ekkor Liszkay Sámuel esperes és obari lelkész vette segédül maga mellé. 1814-ben a nemes családokból álló ladamóci gyülekezet választotta lelkészének; 1820-ban az eszenyi (Szabolcs megye) népes egyház meghívását fogadta el. Egyházmegyéjében 1829-ben aljegyző, majd pénztárnok, 1848-ban zsinati képviselő volt. 1850-ben az ung-felsőzempléni egyházmegye, mely 1797-ben egyesült, elvált és ekkor Ung espereséül őt választotta és elnöktársával Horváth Simonnal vezették ama zaklatott időben az egyház ügyeit. Meghalt 1855-ben kolerában.
Cikkeket írt az 1840-es években a Protestáns Egyházi és Iskolai Lapba.

## Munkái
- A kijelentés mint hordozója a szellemi szabadságnak. Az 1840. szept. 11. Deregyőn tartott papavató egyházkerületi gyűlésen mondott beszéd. Sárospatak, 1841.
- A keresztyén korszellem mint századunk jelleme. 1845. máj. 7. gr. Butler János felett... Uo. 1845.
- Papmérték, melyet emlékbeszédben felállított néhai tiszt. Gönczy Sándor úr gyászünenpén Nagy-Dobronyban decz. 19. 1845. Uo. 1846.
- Az atyafiság és sógorság tilos fokozatai a házasságban. Különösen protestánsok számára. Uo. 1855. (Közli ebben ezen egyházjogi tárgyban írt munkák jegyzékét 1567-től.)

### Kéziratban
- A gyakorlati lelkészetre tartozó dolgozatok.